# الظهر (أسلم)

تعديل مصدري - تعديل

الظهر هي إحدى قرى عزلة أسلم اليمن بمديرية أسلم التابعة لمحافظة حجة، بلغ تعداد سكانها 11 نسمة حسب تعداد اليمن لعام 2004.